# Derek Parfit
Derek Parfit (Chengdu, 11 de dezembro de 1942 - Oxford, 1 de janeiro de 2017) foi um filósofo britânico que se especializou em problemas de identidade pessoal, racionalidade e ética, e as relações entre si, destes problemas filosóficos. Trabalhou na Universidade de Oxford em todas as áreas de sua carreira acadêmica, e era um sênior pesquisador Emeritus da faculdade "All Souls College" em Oxford. Também foi professor visitante de Filosofia na Universidade de Nova York, Universidade de Harvard e da Universidade de Rutgers. Foi casado com a filósofa Janet Radcliffe Richards.

## Infância/Juventude
Parfit nasceu na China, mas sua família retornou ao Reino Unido. Estudou História Moderna na Universidade de Oxford, graduando-se em 1964. Em 1965-66 foi um "Fellow Harkness" da Universidade Columbia e da Universidade de Harvard. Abandonou os estudos em História para estudar Filosofia durante o tempo em que se ocupou com a "Fellow Harkness".
Em junho de 2011, Parfit declara que seu passatempo principal é fotografia arquitetônica, e disse estar ainda intrigado com a intensidade do sentimento que tem para com a Arquitetura.
Na sua opinião, Veneza e São Petersburgo têm mais os belos edifícios, e já visitou ambas cidades várias vezes. "Eu também adoro as avenidas no interior da França", revela ainda Partif.

## Racionalidade e Ética
"Reasons and Persons" é um trabalho de quatro partes cada umas delas subtilmente com base na anterior. Parfit acredita que a ética não religiosa é um campo de investigação novo e fértil. Em muitos aspectos Parfit é um tipo de película para Wittgenstein voltando para o interior seu estudo para os cotidianos mecanismos dos problemas morais, ações que são certas ou erradas, e longe da meta-ética, que se concentra mais na lógica e na linguagem.

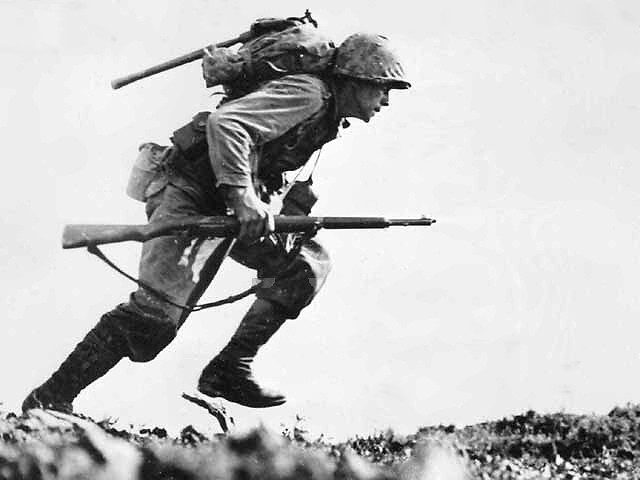
É plausível que você tenha desejos que não buscam seu próprio bem-estar e não é irracional agir para matar estes desejos

Na Parte I de "Reasons and Persons" Parfit discute as "teorias do auto-destrutivo" - ou seja, a teoria de auto-interesse na racionalidade (A) e duas estruturas éticas: a moralidade do senso comum (MSC) e consequencialismo (C). Postulou que a teoria do auto-interesse tem sido dominante na cultura ocidental há mais de dois milênios, muitas vezes tornando-se companheira a doutrina religiosa, que une auto-interesse e moralidade. 
A teoria auto-interesse demanda sempre fazer o auto-interesse ser a nossa preocupação suprema racional e, consequentemente, temos que persegui-lo a vida inteira, que é de uma maneira temporalmente neutra. Seria irracional  agir de uma forma que sabemos que prefeririamos mais tarde desfazer esta ação. É irracional para o meu "eu" de 17 anos a ouvir punk rock e ser preso por protestar contra um vazamento de petróleo se eu sei que tenho aspirações a ser um engenheiro químico e minhas ações iria certamente prejudicar significativamente do meu bem-estar futuro.
Mais notavelmente, a teoria do auto-interesse afirma que é irracional fazer qualquer ato de abnegação ou agir em desejos que afetam negativamente o nosso bem-estar. Considere uma escritora iniciante que seu mais forte desejo é escrever um romance premiado ainda mesmo o fazendo, ela sofre muito devido a falta de sono e depressão. Parfit afirma que é plausível que tenhamos desejos que não buscam nosso próprio bem-estar e que não é irracional de agir para matar estes desejos.

### Padrões médios e os padrões de utilidade total
O mais famoso postulado de Parfit, onde discute futuros possíveis para o mundo, mostrando que tanto os padrões médios e os  padrões de utilidade total levam a conclusões indesejadas. A aplicação de padrões de utitilitarianismo total (felicidade total e absoluta) para os caminhos possíveis de crescimento da população e o bem-estar leva a uma conclusão repugnante.
Parfit ilustra isso com um simples experimento mental.
Imagine uma escolha entre futuros possíveis, na alternativa "A", 10 bilhões de pessoas vivem a próxima geração tendo a vida toda a máxima felicidade, vivem muito mais feliz do qualquer um viveu até hoje. Na alternativa "B", há 20 bilhões de pessoas vivendo a vida toda, embora um pouco menos felizes do que aqueles em "A", ainda muito felizes.

A maximização total da utilidade leva a conclusões indesejadas.

De acordo com a maximização total da utilidade, preferimos "B" ao invés de "A", e através do processo regressivo de aumento da população e diminuição da felicidade (onde uma diminuição de felicidade é mais do que compensada pelo aumento da população) somos forçados a preferir "Z" (Um mundo de 100 de bilhões de pessoas onde todas vivem  uma vida que mal vale a pena viver), mais que a alternativa "A". Se não presumir que causa para existir pode beneficiar alguém, então devemos pelo menos admitir que "Z" não é pior do que "A".
A conclusão absurda toma uma forma similar, diz Parfit. Se tudo o que importa é a felicidade média, seríamos forçados a concluir que uma população extremamente pequena, digamos, 10 pessoas, ao longo da história humana é o melhor resultado se supormos que estas primeiras 10 pessoas (Adão e Eva et al) tiveram vidas mais felizes do que jamais poderíamos imaginar. Nos pede para considerarmos o caso da imigração americana. 
Presumivelmente, o bem-estar estrangeiro é menor do que americano, mas o supostamente o estrangeiro se beneficia tremendamente por se mudar de sua terra natal. Considere-se também que os americanos ganham com a imigração (pelo menos em pequenas doses), porque que recebem mão de obra barata, etc. No âmbito imigração ambos os grupos estão em melhor situação, mas o bem-estar médio é menor. Assim, embora, todo mundo está em melhor situação, este não é o resultado preferido. Parfit afirma que isso é simplesmente absurdo.

## Identidade pessoal
Um dos slogans mais famosos da filosofia é a conclusão de que Descartes tratada no final da Segunda Meditação: "Penso, logo existo". Derek Parfit vigorosamente contesta a conclusão de Descartes.
Descartes foi em busca de uma verdade que não pode ser racionalmente duvidada e que pode ser usada para sair do poço do ceticismo que ele cavou na Primeira Meditação. Ele decide que uma coisa ele não pode duvidar é prova que ela existe, porque mesmo no ato de um eu duvidar de sua própria existência, há um eu que está a duvidar.

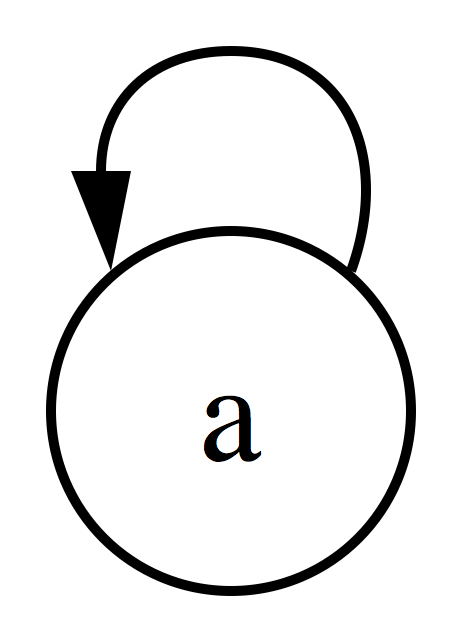
"Penso, logo existo"

Parfit insiste que a conclusão não é tão inocente e simples como parece. Diz que quando Descartes conclui que existe, quer dizer que há um contínuo objeto de experiências, "eu" ou ego, ou qualquer outra palavra que você preferir, que existe. Parfit contesta que realmente exista tal coisa, e, portanto, nega que podemos saber que o objeto da identidade do "eu" existe.
Parfit usa  muitos exemplos inspirados na ficção científica para explicar a sua teorias de "pacote" e nos fazer sentir as nossas emoções e sentimentos sobre a identidade do "si mesmo". É um reducionista, acredita que a identidade pessoal pode ser reduzida a um conjunto de critérios que são necessarios para se supor que as pessoas não existem. Identidade pode ser totalmente descrita impessoalmente. À pergunta "Estou prestes a morrer, será que a pessoa que permanece sou eu" é necessário que haja uma resposta determinada. Conclui que estamos enganados em assumir que a identidade pessoal é o que importa, o que importa, postula, é Relação (R), conexão psicológica (ou seja, da memória e da personalidade) e continuidade (sobreposições de cadeias de forte conectividade).
Nós não somos nada mais do que nossos cérebros e nossos corpos, mas a identidade não pode ser reduzida nem a um ou ao outro, da identidade, no sentido tradicional, não é o que importa. Relação (R) é o que importa.
Parfit reconhece que sua proposta e seus concorrentes das teorias reducionistas raramente entram em conflito na vida cotidiana, e só são levados a conflitos pela introdução de exemplos fora deste mundo, mas defende o uso na medida em que eles parecem levantar genuínos e fortes sentimentos em muitos de nós.
Parfit divide as teorias da identidade pessoal em duas grandes classes: Teorias de  Ego e Teorias de Pacote. Teorias ego vêm em sabores diferentes, mas todos elas afirmam que o que é ser a mesma pessoa ao longo do tempo é para algum ego único, substância, objeto de experiência ou o que você tem em você que persisti ao longo do tempo. O ego metafísico é  primário. A existência do ego explica a existência da pessoa e não vice-versa; existência do ego não é apenas o resultado de termos dado um nome a um determinado conjunto de coisas ou processos.
As "Teorias de Pacote" adotam uma abordagem bastante diferente. Partif diz que Hume foi talvez o primeiro a usar o pacote teórico na tradição filosófica ocidental, mas Parfit aponta que o Buda também realizou uma teoria do pacote. Neste pacote de elementos um ego é nulo. Nele não existe um ser senciente, da mesma maneira que um conjunto de peças de madeira recebe o nome de carroagem, por isso que damos aos elementos mentais o nome do ser imaginado. Parfit cita uma passagem de um texto budista:
 "Buda assim o disse:…" Não há Individual. É apenas um nome dado a um conjunto de elementos. "
Identidade pessoal não é tão determinada como muitas vezes supomos que ela seja, a dependência funcional deve-se principalmente à forma como falamos. Pessoas existem da mesma maneira que nações ou clubes de existem.

### Teletransportador
Parfit pergunta: De que depende a continuidade de nossa sobrevivência?
Em normais circunstâncias, diríamos que do funcionamento constante de nosso corpo.
Mas, diz Parfit, como não existe uma parte do corpo cuja troca por um substituto artifícial não possamos conceber, talvez isso não seja necessariamente verdade. Será que não continuamos a existir apenas enquanto nossa consciência continua? O dia em que ninguém acordar pensando ser eu, com minhas memórias, planos e personalidade, será o dia em que terei morrido.
| “ | Para Stelios, a única maneira de viajar é o teletransporte. Antes levava meses para chegar da Terra a Marte, confinado em uma espaçonave apertada com um histórico de segurança muito longe de perfeito. O Teletransportador Interestelar de Stelios mudou tudo isso. Agora a viagem leva apenas alguns minutos e, até o momento, teve um índice de 100% de segurança. Apesar disso, está sendo processado por um cliente insatisfeito. Alega que a empresa, na verdade, o matou. Seu argumento é simples: para funcionar, o teletransporte escaneia seu cérebro e seu corpo célula por célula, átomo por átomo, depois destrói todos eles, envia a informação para Marte e lá reconstrói você. Apesar da pessoa ter a mesma aparência, pensar e sentir como a pessoa que foi posta para dormir e enviada através do espaço, o requerente alega que, na verdade, o que aconteceu foi seu assassinato e sua substituição por um clone. Isso soa absurdo para Stelios. Afinal, fez a viagem pelo teletransportador várias vezes, e não se sente morto. Na verdade, como o requerente pode acreditar seriamente que foi morto pelo processo quando, claramente, tem a capacidade de levar o caso aos tribunais? Mesmo assim, quando Stelios entrou outra vez no teletransportador e se preparava para apertar o botão que iria começar a desmaterializá-lo, por um breve instante se perguntou se estava prestes a cometer suicídio. | ” |

"Reasons and Persons" Capítulo 10, por Derek Parfit - Oxford University Press, (1984)
A teoria da "continuidade psicológica" da identidade pessoal tem um apelo intuitivo. Apenas porque ela parece refletir nossas intuições fundamentais nós podemos compreender histórias como O príncipe e o sapateiro de Locke ou A metamorfose de Kafka, na qual um homem acorda com o corpo de um inseto.

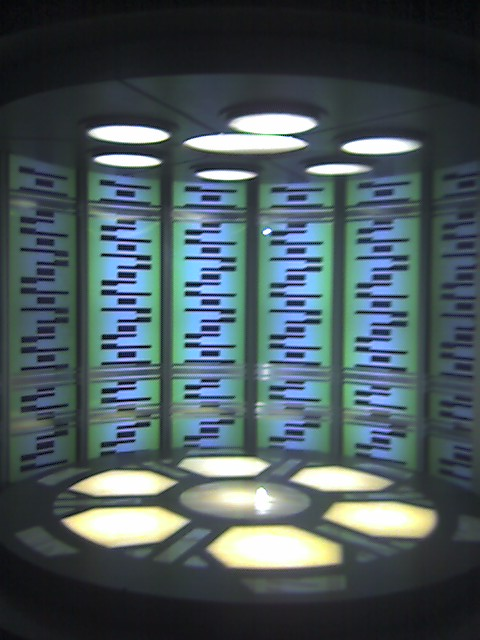
Quando Stelios entrou no teletransportador, por um breve instante, se perguntou se estava prestes a cometer suicídio

Reconhecemos de imediato que o homem é o inseto porque este é habitado por sua mente.
A continuidade mental, não física, identifica-o como a mesma pessoa. Mas no caso do teletransporte, apesar de termos uma continuidade psicológica tão completa quanto na vida comum, também parece, acima de qualquer dúvida, que o que foi criado é uma cópia, um clone. Um clone, entretanto, não é o mesmo indivíduo que a pessoa clonada. É o mesmo apenas no sentido em que duas estátuas feitas a partir do mesmo molde são as mesmas: são idênticas em todos os detalhes, mas, ainda assim, são entidades distintas. Se você lascar uma delas, a outra permanece intacta.
Não é como se Stelios não soubesse como funciona seu teletransportador. Só não vê por que o fato de a máquina, estritamente falando, cloná-lo todas as vezes deva importar. Na verdade, a única coisa que interessa para ele é que entra na cabine e acorda em outro planeta. O mecanismo físico é irrelevante.
Se isso soa superficial e pouco sincero, Parfit nos pede para imaginar por um instante na possibilidade de que uma noite, há alguns anos, você foi raptado enquanto dormia, processado pelo teletransportador, e a pessoa resultante foi devolvida, sem saber, para a cama. Se isso tivesse acontecido, você não teria como saber, porque sua experiência consciente do progresso da vida como um ser contínuo seria exatamente a mesma, como se isso não tivesse acontecido. 
De certa forma, o teletransporte deixa sua vida e seu mundo exatamente como eram. Então, conclui Parfit que, talvez perguntar se Stelios é um clone ou "a mesma pessoa" seja a pergunta errada. Talvez, em vez disso, devêssemos perguntar o que importa em relação à nossa existência passada e futura. E talvez a resposta seja a continuidade psicológica, por quaisquer meios que sejam necessários.
Parfit previu um mau funcionamento no teleporter de Stelios, como aquele que fez dois James T. Kirk (um "bom" e um "mau") em um episódio de Star Trek. Operando da maneira correta, o teletransportador deve aniquilar cada partícula em você na Terra, e então reconstruí-las a partir do zero em Marte.
O que acontece se o você original não é destruído?
Quem é verdadeiramente você? Aquele em Marte ou aquele na Terra?
Parfit defende que tanto faz. Tanto o Stelios que ficou no teletransportador na Terra, quando o Stelios que apareceu no teletransportador em Marte podem ter a identidade de Stelios.
A conclusão de Parfit é semelhante à visão de David Hume, e também a do ponto de vista do "eu-mesmo" no budismo, embora não se limita a uma mera reformulação deles. Sua visão vai além de ser redutora, a exibição de Parfit é também deflacionária: no final, "o que realmente importa" não é a identidade pessoal, mas sim a continuidade mental e conectividade.
Certamente, o Capitão Kirk "mau" discordaria da  visão Parfit.